# F Independência (F-44)
La fragata Independência (F-44) de la Marinha do Brasil es una fragata de la clase Niterói. Fue puesta en gradas en 1972, botada en 1974 y asignada en 1979. Es la quinta nave de la marina brasilera con el nombre Independência (en español: Independencia).

## Construcción
Construida en el Arsenal de Marinha do Rio de Janeiro, fue puesta en gradas el 11 de junio de 1972, botada el 2 de septiembre de 1974 y asignada el 3 de septiembre de 1979.

## Historia de servicio
A lo largo de su vida operativa ha participado de numerosos ejercicios y operativos junto a otras unidades de la marina brasilera y marinas extranjeras.